# Hemeroblemma encausticata
Hemeroblemma encausticata är en fjärilsart som beskrevs av Achille Guenée 1852. Hemeroblemma encausticata ingår i släktet Hemeroblemma och familjen nattflyn. Inga underarter finns listade i Catalogue of Life.